# Acipenser nudiventris
Acipenser nudiventris, conhecido como esturjão-ventre-nú e esturjão-de-espinho, é uma espécie de peixe da família Acipenseridae, originalmente nativa dos mares Negro, Aral e Cáspio, e de alguns rios (Danúbio, até Bratislava; Volga, até Kazan; Ural, até Chkalov, Don, Kuban e Rioni). Na década de sessenta ele foi introduzido no Lago Balkhash, no Cazaquistão; no Rio Illi, na China, e no Rio Sir Dária (Região do Mar de Aral).
O seu habitat, no mar, é próximo a faixas costeiras e em estuários. Em água doce, vive em rios de grande volume d'água. Os espécimes jovens vivem em águas fluviais rasas. A espécie se reproduz em pontos de correnteza fortes no curso principal de rios largos e profundos, em fundos de pedra ou cascalho.
O Acipenser nudiventris apresenta a mais elevada taxa média de fecundidade dentre todos os esturjões mas, assim como a maioria das espécies que integram a família Acipenseridae, este esturjão também encontra-se ameaçado, sendo considerado atualmente  "em perigo crítico".